# APDU
APDU(Application Protocol Data Unit)는 응용 계층에서 대등한 응용 실체 간에 주고받는 데이터의 단위로 응용 프로토콜 제어 정보와 응용 계층 사용자 데이터를 포함한다. APDU의 구조는 ISO/IEC 7816-4 Organization, security and commands for interchange에 의해 정의되어 있다.

## 같이 보기
- 프로토콜 데이터 단위